# Anton Finger
Anton Finger (* 1. August 1998 in Berlin) ist ein deutscher Ruderer.

## Sportliche Karriere
Der 1,89 Meter große Anton Finger rudert für den Berliner Ruder-Club. Er studierte Wirtschaftsingenieurwesen an der TU Berlin.
Finger belegte mit dem deutschen Doppelvierer den zweiten Platz bei den Junioren-Weltmeisterschaften 2015, 2016 wurde er Zweiter im Einer. Nach einem achten Platz im Doppelzweier bei den U23-Weltmeisterschaften 2017 gewann er 2018 die Bronzemedaille im Doppelvierer, 2019 wurde er Vierter im Doppelzweier.
Erst 2023 nahm Finger erstmals an internationalen Meisterschaften im Erwachsenenbereich teil. Anton Finger, Moritz Wolff, Max Appel und Tim Ole Naske wurden bei den Europameisterschaften in Bled Achte im Doppelvierer. Bei den Weltmeisterschaften in Belgrad erreichte der Doppelvierer mit der gleichen Crew den sechsten Platz und damit die Olympiaqualifikation für 2024. Im Olympiajahr trat der deutsche Doppelvierer in den drei Regatten des Ruder-Weltcups in drei verschiedenen Besetzungen an, wobei nur Finger und Appel immer dabei waren. Am 26. Juni 2024 wurden Appel, Finger, Naske, Julius Rommelmann und Wolff für die Olympischen Spiele nominiert, wobei erst später bekannt gegeben werden sollte, wer als Ersatzmann fungiert. Bei den Olympischen Spielen 2024 in Paris überquerte die Crew mit Finger, Appel, Naske und Wolff als Fünfte die Ziellinie.
Anton Fingers jüngerer Bruder Alexander Finger trat 2024 ebenfalls im Weltcup an.